# Transport Tycoon
Transport Tycoon (dobesedno angleško: »prevozniški tajkun«) je poslovna simulacija razvijalca Chrisa Sawyerja, ki jo je leta 1994 izdalo podjetje MicroProse.  Igralec ima vlogo lastnika transportnega podjetja, ki mora na določenem ozemlju vzpostaviti transportni imperij s povezovanjem naselij in industrijskih obratov z različnimi prevoznimi sredstvi. Pri tem lahko tekmuje z do sedmimi računalniškimi nasprotniki ali s soigralcem prek serijske ali modemske povezave. Igra je bila v izvirniku napisana za operacijski sistem MS-DOS, kasneje pa so izšle še predelave za različne konzole. Dve leti po izidu je izšla različica Transport Tycoon Deluxe s scenariji za večji izziv, izboljšano umetno inteligenco in osveženo grafično podobo, leta 2013 pa še predelava za mobilne operacijske sisteme Android ter iOS. Obstaja tudi odprtokoden klon z naslovom Open TTD, ki so ga ustvarili ljubitelji.
Gre za eno prvih tovrstnih poslovnih simulacij, ki se zgleduje po igri Railroad Tycoon avtorja Sida Meierja iz leta 1990. Nekateri elementi, kot sta prometna signalizacija in spreminjanje prevoznih sredstev skozi čas, so dokaj realistični, ekonomski model pa je močno poenostavljen in nerealističen. Igranje se začne ob koncu dobe parnih strojev leta 1930 in traja 100 let igrinega časa. Igralec gradi prometne povezave med naselji in industrijskimi obrati in kupuje prevozna sredstva (cestna, železniška, vodna in zračna) za prevoz potnikov ter raznih dobrin, s čimer služi. Z leti dobiva sodobnejše načine transporta (reaktivna letala, monorail itd.) in sodobnejša vozila, ki so zmožna hitreje prepeljati svoj tovor. Poleg tega se povezana mesta občutno razvijajo in s tem povečuje število potnikov, s časom se spreminja tudi arhitektura. Igralec spremlja dogajanje v izometričnem 2-D pogledu z višine, od koder lahko nadzoruje vsa vozila v svoji lasti. Cilj je ustvariti čim več dobička do leta 2030, tudi po tem času pa se lahko igranje nadaljuje v nedogled, le razvoj tehnike se ustavi.
V letih po izidu je Transport Tycoon pridobil status klasike in je s svojim odprtim sistemom igranja in hkrati dokaj kompleksno mehaniko služil kot navdih za številne druge igre, med njimi tudi Minecraft. Bil je tudi prodajna uspešnica, zato je MicroProse naročil Sawyerju izdelavo »deluks« različice in nato še naslednika – za tega se je avtor odločil model združiti s svojim drugim navdušenjem, zabaviščnimi parki in vlaki smrti, tako je nastal RollerCoaster Tycoon (1999), ki je bil prav tako uspešen. Zadnja izpeljanka je bila Chris Sawyer's Locomotion (2004), precej podobna izvirniku, ki pa je bila deležna bolj medlega odziva.